# Edmund Meade-Waldo
Edmund Gustavus Bloomfield Meade-Waldo (1855-1934) est un ornithologue et protecteur de la nature anglais.

## Biographie
Meade-Waldo est né au château d'Hever et a fait ses études au collège d'Eton et au Magdalene College de  l'université de Cambridge. Il a collecté des oiseaux dans les montagnes de l'Atlas du Maroc, les îles Canaries et l'Espagne, dont l'Huîtrier des Canaries Haematopus meadewaldoi désormais éteint. Il a pris un rôle prépondérant dans la conservation du milan royal au Pays de Galles. Il devient le vice-président de la British Ornithologists' Union en 1923.